# Tmeticus
Tmeticus is een geslacht van spinnen uit de familie hangmatspinnen (Linyphiidae).

## Soorten
De volgende soorten zijn bij het geslacht ingedeeld:
- Tmeticus affinis (Blackwall, 1855)
- Tmeticus neserigonoides Saito & Ono, 2001
- Tmeticus nigerrimus Saito & Ono, 2001
- Tmeticus nigriceps (Kulczyński, 1916)
- Tmeticus ornatus (Emerton, 1914)
- Tmeticus tolli Kulczyński, 1908
- Tmeticus vulcanicus Saito & Ono, 2001